# Ilha das Flores
Ilha das Flores is een gemeente in de Braziliaanse deelstaat Sergipe. De gemeente telt 8.906 inwoners (schatting 2009).
De gemeente grenst aan Brejo Grande, Neópolis en Pacatuba.